# Fígols
Fígols è un comune spagnolo di 47 abitanti situato nella comunità autonoma della Catalogna.

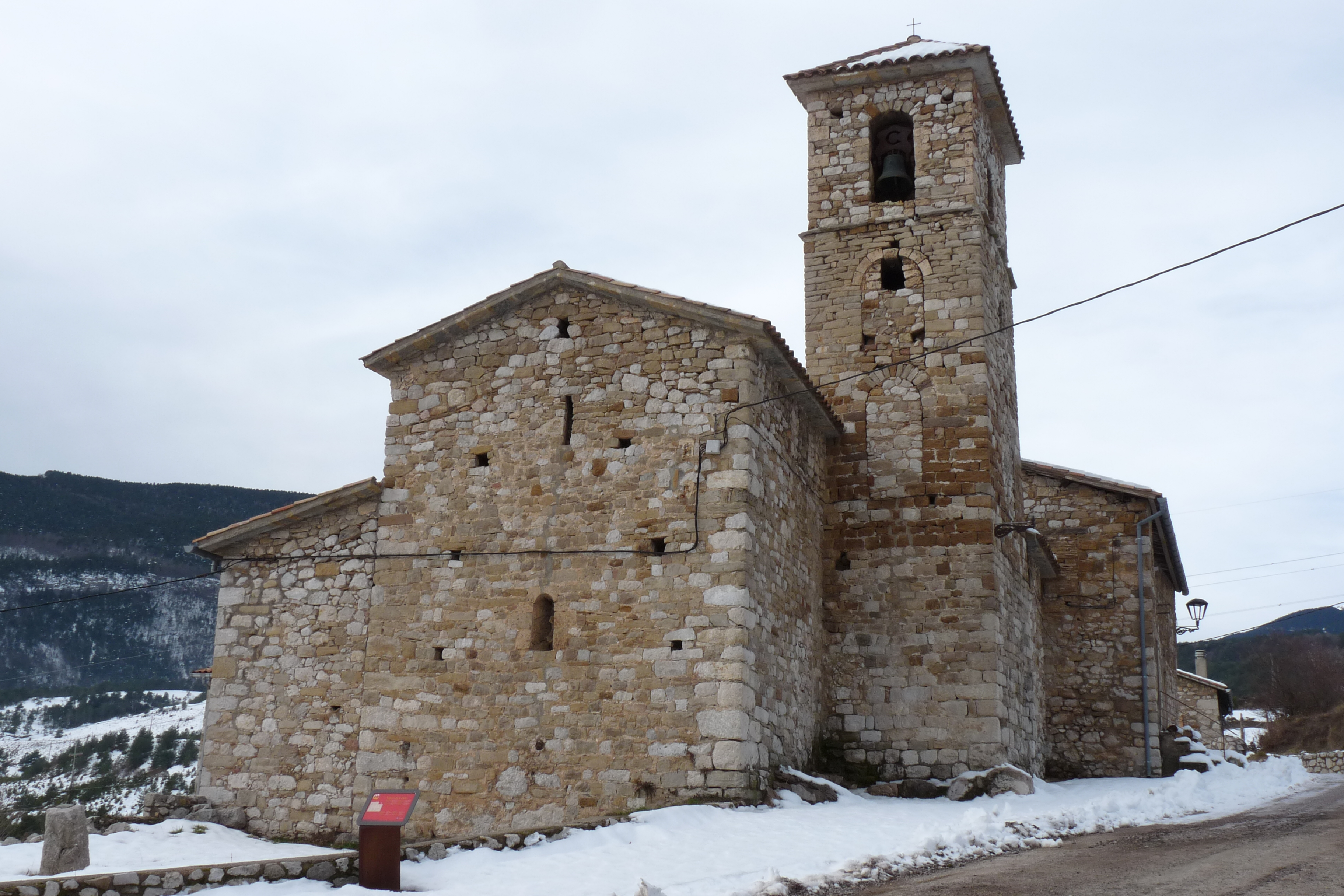
Chiesa romanica di Santa Cecilia (Fígols)

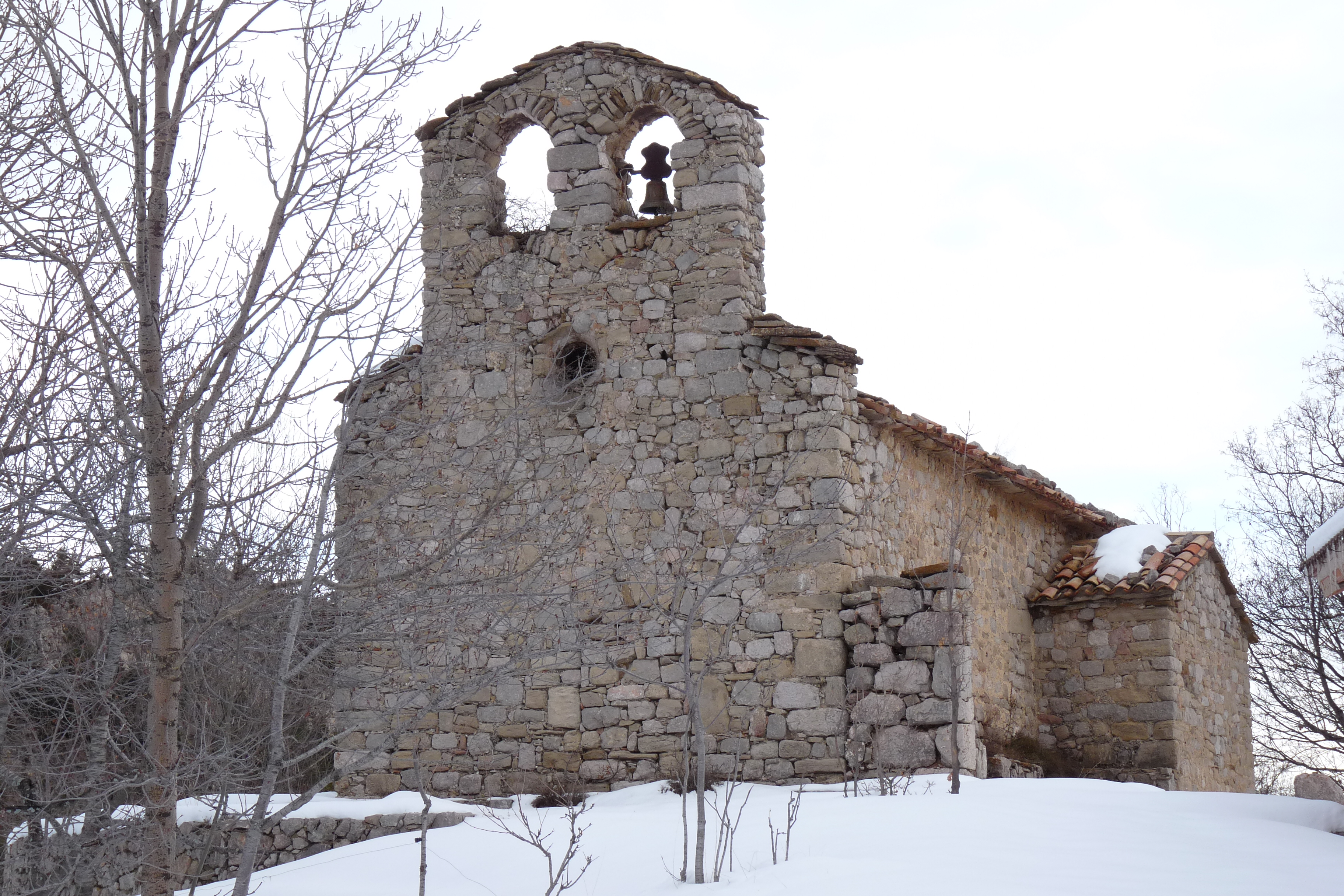
Chiesa romanica di San Matteo (secolo X), Fumanya (Fígols)